# Vojnoměstecký vodopád
Vojnoměstecký vodopád se nachází východně od Vojnova Městce v okrese Žďár nad Sázavou na bezejmenném pravostranném přítoku Městeckého potoka, který náleží do povodí řeky Doubravy. Výška vodopádu činí 2,5 m. Průměrný průtok činí zhruba 25 litrů za sekundu. V minulosti se zhruba sto metrů pod tímto vodopádem nacházel ještě jeden vodopád, který však postupem času zanikl.